# 手荷物受取所

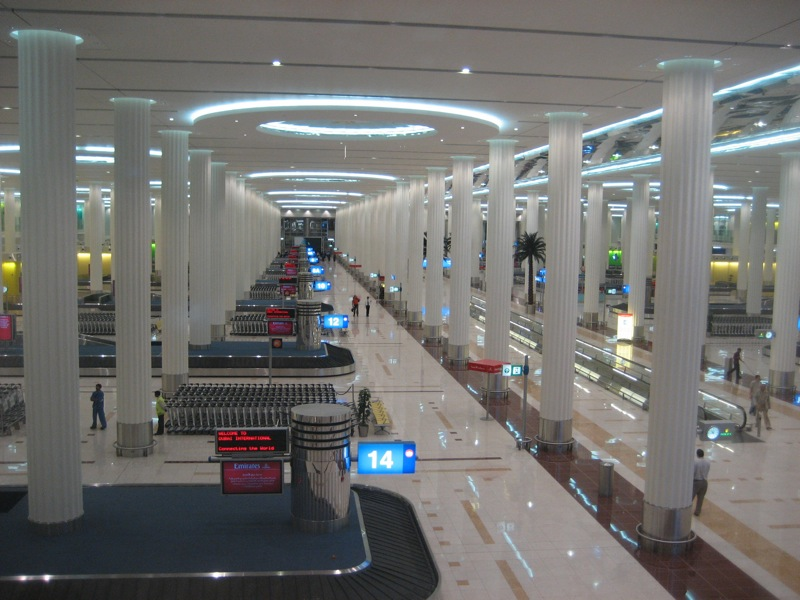
到着ホールと手荷物カルーセル（ドバイ国際空港）

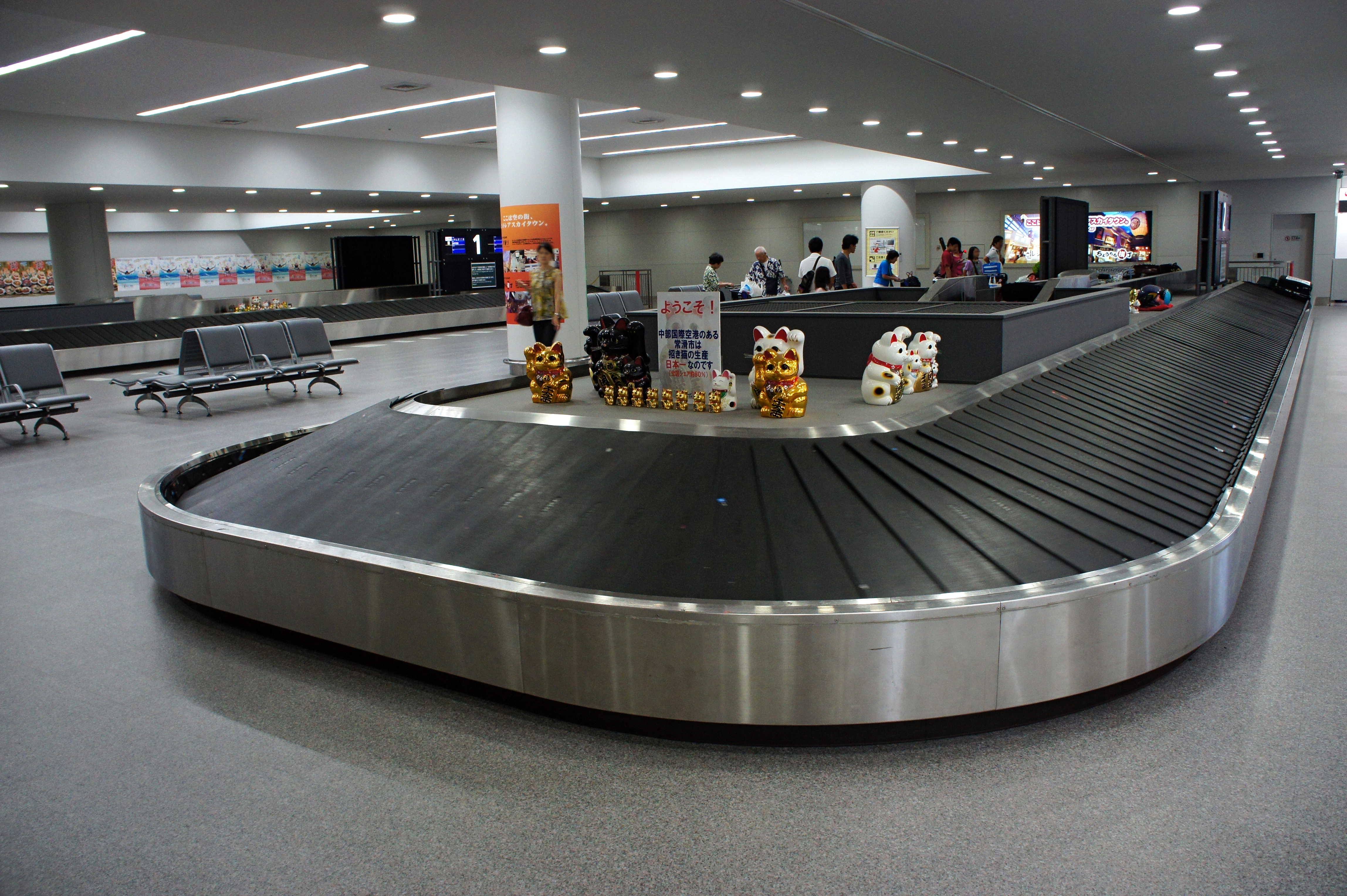
手荷物カルーセル（中部国際空港）

手荷物受取所（てにもつうけとりじょ、英語: Baggage reclaimもしくは英語: baggage claim）は、空港ターミナルにて、到着した旅客機から乗客が降りた後に預けた受託手荷物を受け取るエリア。同様のシステムは、米国のアムトラックなど、手荷物を預けることができる鉄道駅でも使用されている。

## 概要
手荷物受取所には、預けた手荷物を乗客に届ける手荷物カルーセルまたはコンベヤーシステムなどが設置され、手荷物受取所には通常、航空会社のカスタマーサービスカウンターがあり、特大手荷物の受け取り、または手荷物の紛失や破損の受付業務も行っている。一部の空港では、手荷物受取所から受け取った手荷物と確実に照合できるように、チェックイン時に取得した手荷物預かり証を提示する必要があり、多くの空港では、手荷物預かり証を受け取った手荷物のバッグタグと照合することを推奨している。これは手荷物の盗難を減らす、また自分の手荷物と似ている他の乗客の手荷物を誤って空港から持ち出すことを防ぐ。
国際線到着の場合、手荷物受取所は、パスポートとビザの審査の後、税関を通過する前の制限区域であり、税関ですべての手荷物を検査されるため、乗客はパスポートブースを移動しながら重い荷物を扱う必要がないようになっている。米国とカナダおよびアジアの一部の空港では、到着したすべての国際線の乗客の手荷物はここで引き取られ、税関の反対側の乗り継ぎ便のために航空会社に再チェックインできる(ほとんどの国で国際線から国内線への乗り継ぎの場合、すべての乗客は手荷物を受け取る必要がある)。他のほとんどの国では、航空会社が最終目的地まで手荷物をスルーチェックすることを申し出ない限り、乗り継ぎ便に乗り継ぐ乗客は手荷物を受け取る必要はない。アメリカやカナダの空港では、国際線ターミナルが閉鎖されておらず (出口は税関の通過が必要)、国内線が発着することが多いため、手荷物の受け取りが必要である。米国の国境のプリクリアランス施設がある空港の場合も同様で、他の都市から米国に乗り継ぐ乗客は、最初に受託手荷物を受け取り、米国税関を通過した後に再チェックインする必要がある。
空港によっては、国内線手荷物受取所が国際線手荷物受取所の隣、国際線と国内線の手荷物受取所が共有、レンタカーデスクや空港出口と並んで空港の公共部分に配置されている場合があり、最終目的地の乗客のみがここで手荷物を受け取る。ほとんどの大きな空港と一部の小さな空港でも、手荷物受取所はチケットカウンターとは異なるフロア、通常は低層階にある。

## 手荷物受取所の効率
手荷物受取所の効率は、特定のフライトでユニットが使用されている時間や、ユニットが保持できる手荷物の量など、さまざまな方法で測定することができる。いくつかの要因が独立して特定のユニットの効率に影響を与える可能性がある。
- 航空機の座席数
- 受託手荷物を待つ乗客の割合
- 特定の目的地に到着する乗客の割合
- 乗客1人あたりの平均手荷物数
- 旅行者の平均人数
- 手荷物受取時の平均人数
- 手荷物が機外に降ろされる平均速度(これは受託手荷物の物理的特性にも依存する)